# Milivojce
Milivojce (cyr. Миливојце) – wieś w Serbii, w okręgu pczyńskim, w mieście Vranje. W 2011 roku liczyła 93 mieszkańców.